# Acahuizotla
Acahuizotla es una localidad del estado mexicano de Guerrero. Es parte del municipio de Chilpancingo de los Bravo.

## Toponimia
El nombre «Acahuizotla» proviene de los términos en náhuatl: acatl, caña; huitzoctli, bastón; tlan, lugar de abundancia. Su significado es «lugar de los bastones de caña».

## Demografía
| Gráfica de evolución demográfica |
|                                  |

| Censo | Población |
| ----- | --------- |
| 1900  | 123       |
| 1910  | 222       |
| 1921  | 80        |
| 1930  | 231       |
| 1940  | 230       |
| 1950  | 259       |
| 1960  | 337       |
| 1970  | 428       |
| 1980  | 730       |
| 1990  | 872       |
| 2000  | 1 023     |
| 2010  | 1 148     |
| 2020  | 1 142     |